# 2MASS 0415-0935
2MASS J04151954-0935066（编号简写为2MASS 0415-0935）是位于波江座中的一颗棕矮星，距离地球大约18.7光年。它于2002年由亚当·J·布甘森尔（Adam J. Burgasser）等人发现。它的光谱分类属于T8V型，表面温度只有大约600—750 K。和其他光谱分类为T型的棕矮星一样的，它的光谱特征主要是含有的甲烷所造成的。它每年2.2553角秒的自行造成了位置的变化。它的视差为174.34 ± 2.76毫角秒。近星研究会（RECONS）估计这颗棕矮星的质量只有0.03个太阳质量。